# Mongomania
Mongomania è un album di Mongo Santamaría, pubblicato dalla Columbia Records nel 1967.

## Tracce
Lato A
1. I Wanna Know (H. Laws)
2. Mongo-Nova (R. Grant)
3. Old Clothes (M. Sheller, B. Porcelli)
4. The Goose (C. Jordan)
5. Mamacita Lisa (F.R. Hill, L.P. Hill)

Lato B
1. Mongo Boogaloo (R. Grant)
2. Bossa-Negra (Mongo Santamaría)
3. Funny Man (M. Sheller, b. Porcelli)
4. Melons (C. Garcia)
5. Cuco and Olga (N. Martinez)

## Musicisti
- Mongo Santamaría - congas, percussioni
- Bobby Capers - sassofono alto, sassofono baritono
- Hubert Laws - sassofono tenore, flauto
- Fred Hill - tromba
- Ray Maldonado - tromba
- Wayne Henderson - trombone
- Rodgers Grant - pianoforte
- Victor Venegas - basso
- Carmelo Garcia - batteria
- Cuco Martinez - percussioni
- Hubert Laws - arrangiamenti (brano: A1)
- Rodger Grant - arrangiamenti (brani: A2 & B1)
- Marty Sheller - arrangiamenti (brani: A3, A4, A5, B2, B3, B4 & B5)